# Premi e riconoscimenti di Doja Cat
Di seguito è proposta la lista dei premi e dei riconoscimenti ricevuti dalla cantante e rapper statunitense Doja Cat, inclusi un Grammy Award, cinque Billboard Music Awards, cinque American Music Awards e quattro MTV Video Music Awards.

## American Music Awards
L'American Music Awards è una premiazione e uno spettacolo annuale che si svolge negli Stati Uniti. Doja Cat ha vinto 6 premi e ricevuto altre 5 candidature.
| Anno | Ricevente                | Premio                               | Risultato       | Fonte |
| ---- | ------------------------ | ------------------------------------ | --------------- | ----- |
| 2020 | Se stessa                | Nuovo artista dell'anno              | Vincitore/trice | [ 1 ] |
| 2020 | Se stessa                | Artista Soul/R&B femminile preferita | Vincitore/trice | [ 1 ] |
| 2020 | Hot Pink                 | Album Soul/R&B preferito             | Candidato/a     | [ 1 ] |
| 2020 | Say So                   | Video dell'anno                      | Candidato/a     | [ 1 ] |
| 2021 | Kiss Me More (feat. SZA) | Collaborazione dell'anno             | Vincitore/trice | [ 2 ] |
| 2021 | Kiss Me More (feat. SZA) | Canzone Pop/Rock preferita           | Candidato/a     | [ 2 ] |
| 2021 | Se stessa                | Artista Pop/Rock femminile preferita | Candidato/a     | [ 2 ] |
| 2021 | Se stessa                | Artista Soul/R&B femminile preferita | Vincitore/trice | [ 2 ] |
| 2021 | Planet Her               | Album Soul/R&B preferito             | Vincitore/trice | [ 2 ] |
| 2022 | Se stessa                | Artista Pop femminile preferita      | Candidato/a     | [ 3 ] |
| 2022 | Se stessa                | Artista R&B femminile preferita      | Candidato/a     | [ 3 ] |

## ARIA Music Awards
L'ARIA Music Awards è una premiazione e uno spettacolo che si svolge annualmente in Australia, organizzato dalla Australian Recording Industry Association. Doja Cat ha ricevuto una nomination.
| Anno | Ricevente | Premio                         | Risultato   | Fonte |
| ---- | --------- | ------------------------------ | ----------- | ----- |
| 2021 | Se stessa | Miglior artista internazionale | Candidato/a | [ 4 ] |

## BET Awards
I BET Awards sono dei premi statunitensi istituiti nel 2001 dal network Black Entertainment Television per celebrare afroamericani nel campo della musica, della recitazione, dello sport e di altri settori dell'intrattenimento. Doja Cat ha ricevuto 9 nomination.
| Anno | Ricevente                | Premio                            | Risultato   | Fonte |
| ---- | ------------------------ | --------------------------------- | ----------- | ----- |
| 2020 | Say So                   | Video dell'anno                   | Candidato/a | [ 5 ] |
| 2020 | Se stessa                | Miglior artista Hip Hop femminile | Candidato/a | [ 5 ] |
| 2021 | Se stessa                | Miglior artista Hip Hop femminile | Candidato/a | [ 6 ] |
| 2022 | Se stessa                | Miglior artista Hip Hop femminile | Candidato/a | [ 7 ] |
| 2022 | Se stessa                | Miglior artista R&B/Pop femminile | Candidato/a | [ 7 ] |
| 2022 | Planet Her               | Album dell'anno                   | Candidato/a | [ 7 ] |
| 2022 | Kiss Me More (feat. SZA) | Video dell'anno                   | Candidato/a | [ 7 ] |
| 2022 | Kiss Me More (feat. SZA) | Miglior collaborazione            | Candidato/a | [ 7 ] |
| 2022 | Woman                    | BET Her Award                     | Candidato/a | [ 7 ] |

## BET Hip Hop Awards
I BET Hip Hop Awards sono una cerimonia di premiazione annuale, trasmessa e ideata da Black Entertainment Television (BET), che premia artisti, produttori e registi di videoclip di musica hip hop. Doja Cat ha ricevuto 5 candidature.
| Anno | Ricevente                  | Premio                            | Risultato   | Fonte |
| ---- | -------------------------- | --------------------------------- | ----------- | ----- |
| 2021 | Best Friend (con Saweetie) | Miglior video Hip Hop             | Candidato/a | [ 8 ] |
| 2021 | Se stessa                  | Miglior artista Hip Hop femminile | Candidato/a | [ 8 ] |
| 2022 | Se stessa                  | Miglior artista Hip Hop femminile | Candidato/a | [ 9 ] |
| 2022 | Se stessa                  | Artista Hip Hop dell'anno         | Candidato/a | [ 9 ] |
| 2022 | Woman                      | Impact Track                      | Candidato/a | [ 9 ] |

## Billboard Music Awards
I Billboard Music Awards sono dei riconoscimenti assegnati ogni anno dalla rivista statunitense Billboard. Doja Cat ha vinto 5 premi e ricevuto 15 candidature.
| Anno | Ricevente                  | Premio                        | Risultato       | Fonte  |
| ---- | -------------------------- | ----------------------------- | --------------- | ------ |
| 2020 | Juicy (con Tyga)           | Miglior canzone R&B           | Candidato/a     | [ 10 ] |
| 2021 | Say So                     | Miglior canzone R&B           | Candidato/a     | [ 11 ] |
| 2021 | Se stessa                  | Miglior artista esordiente    | Candidato/a     | [ 11 ] |
| 2021 | Se stessa                  | Miglior artista R&B           | Candidato/a     | [ 11 ] |
| 2021 | Se stessa                  | Miglior artista R&B femminile | Vincitore/trice | [ 11 ] |
| 2021 | Hot Pink                   | Miglior album R&B             | Candidato/a     | [ 11 ] |
| 2022 | Planet Her                 | Miglior album R&B             | Vincitore/trice | [ 12 ] |
| 2022 | Planet Her                 | Miglior album                 | Candidato/a     | [ 12 ] |
| 2022 | Se stessa                  | Miglior artista               | Candidato/a     | [ 12 ] |
| 2022 | Se stessa                  | Miglior artista femminile     | Candidato/a     | [ 12 ] |
| 2022 | Se stessa                  | Miglior artista Hot 100       | Candidato/a     | [ 12 ] |
| 2022 | Se stessa                  | Miglior artista streaming     | Candidato/a     | [ 12 ] |
| 2022 | Se stessa                  | Miglior artista in radio      | Candidato/a     | [ 12 ] |
| 2022 | Se stessa                  | Miglior artista globale       | Candidato/a     | [ 12 ] |
| 2022 | Se stessa                  | Miglior artista femminile     | Vincitore/trice | [ 12 ] |
| 2022 | Se stessa                  | Miglior artista R&B femminile | Vincitore/trice | [ 12 ] |
| 2022 | Kiss Me More (feat. SZA)   | Miglior canzone               | Candidato/a     | [ 12 ] |
| 2022 | Kiss Me More (feat. SZA)   | Miglior collaborazione        | Candidato/a     | [ 12 ] |
| 2022 | Kiss Me More (feat. SZA)   | Miglior canzone virale        | Vincitore/trice | [ 12 ] |
| 2022 | You Right (con The Weeknd) | Miglior canzone R&B           | Candidato/a     | [ 12 ] |

### BillboardWomen in Music
Il Billboard Women in Music è un evento organizzato da Billboard che si tiene annualmente e celebra le donne che si sono distinte nell'industria musicale e che sono state fonte di ispirazione per altre donne. Doja Cat ha ricevuto il premio Powerhouse nel 2022.
| Anno | Ricevente | Premio           | Risultato       | Fonte  |
| ---- | --------- | ---------------- | --------------- | ------ |
| 2022 | Se stessa | Powerhouse Award | Vincitore/trice | [ 13 ] |

## BMI Awards
Il BMI Award è un riconoscimento assegnato annualmente dall'organizzazione statunitense Broadcast Music Incorporated (BMI), composta da oltre 250 000 membri tra compositori, scrittori di canzoni e persone legate al mondo della musica. Doja Cat ha vinto 7 BMI Awards.

### BMI Pop Awards
| Anno | Ricevente                    | Premio                         | Risultato       | Fonte  |
| ---- | ---------------------------- | ------------------------------ | --------------- | ------ |
| 2021 | Say So                       | Canzone pluripremiata          | Vincitore/trice | [ 14 ] |
| 2021 | Like That (feat. Gucci Mane) | Canzone pluripremiata          | Vincitore/trice | [ 14 ] |
| 2022 | Kiss Me More (feat. SZA)     | Canzone più eseguita dell'anno | Vincitore/trice | [ 15 ] |
| 2023 | Se stessa                    | Cantautore dell'anno           | Vincitore/trice | [ 16 ] |

### BMI R&B/Hip Hop Awards
| Anno | Ricevente                    | Premio                           | Risultato       | Fonte  |
| ---- | ---------------------------- | -------------------------------- | --------------- | ------ |
| 2021 | Say So                       | Canzone dell'anno                | Vincitore/trice | [ 17 ] |
| 2021 | Say So                       | Canzone R&B/Hip Hop più eseguita | Vincitore/trice | [ 17 ] |
| 2021 | Like That (feat. Gucci Mane) | Canzone R&B/Hip Hop più eseguita | Vincitore/trice | [ 17 ] |

## BRIT Awards
I BRIT Awards sono dei premi musicali che annualmente vengono conferiti nel Regno Unito ad artisti di musica popolare dalla British Phonographic Industry. Doja Cat ha ricevuto due candidature.
| Anno | Ricevente                | Premio                           | Risultato   | Fonte  |
| ---- | ------------------------ | -------------------------------- | ----------- | ------ |
| 2022 | Se stessa                | Artista internazionale dell'anno | Candidato/a | [ 18 ] |
| 2022 | Kiss Me More (feat. SZA) | Canzone internazionale dell'anno | Candidato/a | [ 18 ] |

## Festival internazionale della creatività Leoni di Cannes
Il Festival internazionale della creatività Leoni di Cannes è un evento internazionale rivolto a chi lavora nel settore della pubblicità e nei settori relativi.
| Anno | Ricevente                | Premio                        | Risultato | Fonte  |
| ---- | ------------------------ | ----------------------------- | --------- | ------ |
| 2022 | DojaCode: Girls Who Code | Entertainment Lions for Music | Bronzo    | [ 19 ] |

## Ciclope Festival Awards
| Anno | Ricevente                | Premio                           | Risultato   | Fonte  |
| ---- | ------------------------ | -------------------------------- | ----------- | ------ |
| 2021 | Kiss Me More (feat. SZA) | Scenografia in un video musicale | Candidato/a | [ 20 ] |

## Daily Front Row Fashion Media Awards
| Anno | Ricevente | Premio                          | Risultato       | Fonte  |
| ---- | --------- | ------------------------------- | --------------- | ------ |
| 2022 | Se stessa | Icona della moda rivoluzionaria | Vincitore/trice | [ 21 ] |

## Global Awards
| Anno | Ricevente | Premio                        | Risultato   | Fonte  |
| ---- | --------- | ----------------------------- | ----------- | ------ |
| 2022 | Se stessa | Miglior donna                 | Candidato/a | [ 22 ] |
| 2022 | Se stessa | Miglior artista Hip Hop o R&B | Candidato/a | [ 22 ] |

## Gaffa-Prisen
Gaffa è una rivista mensile danese fondata nel 1983 ed è la più prestigiosa e antica pubblicazione musicale in danese. Dal 1991 si occupa annualmente di organizzare i Gaffa-Prisen, mirati a premiare il meglio della musica nazionale e internazionale.
| Anno | Ricevente | Premio                                   | Risultato       | Fonte  |
| ---- | --------- | ---------------------------------------- | --------------- | ------ |
| 2021 | Se stessa | Miglior artista internazionale emergente | Vincitore/trice | [ 23 ] |
| 2021 | Se stessa | Artista solista dell'anno                | Candidato/a     | [ 24 ] |
| 2021 | Hot Pink  | Album internazionale dell'anno           | Candidato/a     | [ 24 ] |
| 2021 | Say So    | Canzone internazionale dell'anno         | Candidato/a     | [ 24 ] |

## Grammy Awards
I Grammy Awards vengono presentati ogni anno dalla National Academy of Recording Arts and Sciences. Doja Cat ha vinto un Grammy e ricevuto 18 nomination.
| Anno | Ricevente                                     | Premio                                            | Risultato       | Fonte  |
| ---- | --------------------------------------------- | ------------------------------------------------- | --------------- | ------ |
| 2021 | Se stessa                                     | Miglior artista esordiente                        | Candidato/a     | [ 25 ] |
| 2021 | Say So                                        | Miglior interpretazione pop solista               | Candidato/a     | [ 25 ] |
| 2021 | Say So                                        | Registrazione dell'anno                           | Candidato/a     | [ 25 ] |
| 2022 | Kiss Me More (feat. SZA)                      | Registrazione dell'anno                           | Candidato/a     | [ 26 ] |
| 2022 | Kiss Me More (feat. SZA)                      | Canzone dell'anno                                 | Candidato/a     | [ 26 ] |
| 2022 | Kiss Me More (feat. SZA)                      | Miglior interpretazione pop di un duo o un gruppo | Vincitore/trice | [ 26 ] |
| 2022 | Montero (come artista aggiuntivo)             | Album dell'anno                                   | Candidato/a     | [ 26 ] |
| 2022 | Planet Her (Deluxe)                           | Album dell'anno                                   | Candidato/a     | [ 26 ] |
| 2022 | Planet Her (Deluxe)                           | Miglior album pop vocale                          | Candidato/a     | [ 26 ] |
| 2022 | Need to Know                                  | Miglior interpretazione rap melodica              | Candidato/a     | [ 26 ] |
| 2022 | Best Friend (con Saweetie)                    | Miglior canzone rap                               | Candidato/a     | [ 26 ] |
| 2023 | Woman                                         | Registrazione dell'anno                           | Candidato/a     | [ 27 ] |
| 2023 | Woman                                         | Miglior interpretazione pop solista               | Candidato/a     | [ 27 ] |
| 2023 | Woman                                         | Miglior videoclip                                 | Candidato/a     | [ 27 ] |
| 2023 | I Like You (A Happier Song) (con Post Malone) | Miglior interpretazione pop di un duo o un gruppo | Candidato/a     | [ 27 ] |
| 2023 | Vegas                                         | Miglior interpretazione rap solista               | Candidato/a     | [ 27 ] |
| 2024 | Paint the Town Red                            | Miglior interpretazione pop solista               | Candidato/a     | [ 28 ] |
| 2024 | Attention                                     | Miglior interpretazione rap melodica              | Candidato/a     | [ 28 ] |
| 2024 | Attention                                     | Miglior canzone rap                               | Candidato/a     | [ 28 ] |

## Guinness World Records
| Anno | Ricevente                  | Premio                                                                                                | Risultato       | Fonte  |
| ---- | -------------------------- | --- | --------------- | ------ |
| 2021 | Say So (feat. Nicki Minaj) | Prima canzone di un duo rap femminile a raggiungere la n. 1 della classifica dei singoli statunitensi | Vincitore/trice | [ 29 ] |

## iHeartRadio Music Awards
Gli iHeartRadio Music Awards sono un premio musicale internazionale organizzato da iHeartRadio, dove i premi vengono assegnati il base al successo ottenuto sulle stazioni radiofoniche della medesima piattaforma.
| Anno | Ricevente                                     | Premio                                     | Risultato       | Fonte  |
| ---- | --------------------------------------------- | ------------------------------------------ | --------------- | ------ |
| 2021 | Se stessa                                     | Miglior artista pop esordiente             | Vincitore/trice | [ 30 ] |
| 2021 | Say So                                        | Coreografia preferita di un video musicale | Candidato/a     | [ 30 ] |
| 2021 | Say So                                        | TikTok Bop of the Year                     | Candidato/a     | [ 30 ] |
| 2022 | Woman                                         | TikTok Bop of the Year                     | Candidato/a     | [ 31 ] |
| 2022 | Kiss Me More (feat. SZA)                      | TikTok Bop of the Year                     | Candidato/a     | [ 31 ] |
| 2022 | Kiss Me More (feat. SZA)                      | Canzone dell'anno                          | Candidato/a     | [ 31 ] |
| 2022 | Kiss Me More (feat. SZA)                      | Miglior video musicale                     | Candidato/a     | [ 31 ] |
| 2022 | Kiss Me More (feat. SZA)                      | Miglior collaborazione                     | Candidato/a     | [ 31 ] |
| 2022 | Best Friend (con Saweetie)                    | Miglior collaborazione                     | Candidato/a     | [ 31 ] |
| 2022 | Se stessa                                     | Artista femminile dell'anno                | Candidato/a     | [ 31 ] |
| 2023 | Vegas                                         | Miglior utilizzo di un campionamento       | Candidato/a     | [ 32 ] |
| 2023 | Woman                                         | Canzone dell'anno                          | Candidato/a     | [ 32 ] |
| 2023 | Se stessa                                     | Artista dell'anno                          | Candidato/a     | [ 32 ] |
| 2023 | I Like You (A Happier Song) (con Post Malone) | Miglior collaborazione                     | Candidato/a     | [ 32 ] |
| 2023 | You Right (con The Weeknd)                    | Miglior collaborazione                     | Candidato/a     | [ 32 ] |
| 2023 | Se stessa                                     | Artista più riprodotto                     | Vincitore/trice | [ 33 ] |

### iHeartRadio Titanium Awards
| Anno | Ricevente                | Premio                                                      | Risultato       | Fonte  |
| ---- | ------------------------ | ----------------------------------------------------------- | --------------- | ------ |
| 2022 | Kiss Me More (feat. SZA) | 1 miliardo di audience totale sulle stazioni di iHeartRadio | Vincitore/trice | [ 34 ] |
| 2022 | Need to Know             | 1 miliardo di audience totale sulle stazioni di iHeartRadio | Vincitore/trice | [ 35 ] |
| 2023 | Woman                    | 1 miliardo di audience totale sulle stazioni di iHeartRadio | Vincitore/trice | [ 36 ] |

## Juno Awards
I Juno Awards sono dei premi assegnati annualmente a cantanti e band canadesi e internazionali come riconoscimento delle loro qualità artistiche e tecniche in tutti gli aspetti della musica. 
| Anno | Ricevente  | Premio                         | Risultato   | Fonte  |
| ---- | ---------- | ------------------------------ | ----------- | ------ |
| 2022 | Planet Her | Album internazionale dell'anno | Candidato/a | [ 37 ] |

## Latin American Music Awards
I Latin American Music Awards sono un evento annuale di premi musicali presentati da Telemundo, corrispettivo in lingua spagnola degli American Music Award.
| Anno | Ricevente                 | Premio          | Risultato   | Fonte  |
| ---- | ------------------------- | --------------- | ----------- | ------ |
| 2021 | Del Mar (con Ozuna e Sia) | Video preferito | Candidato/a | [ 38 ] |

## MTV Europe Music Awards
Gli MTV Europe Music Awards, in sigla EMAs o EMA, sono una manifestazione organizzata dall'emittente televisiva MTV, dove vengono premiati i cantanti e le canzoni più popolari in Europa.
| Anno | Ricevente                                     | Premio                       | Risultato       | Fonte  |
| ---- | --------------------------------------------- | ---------------------------- | --------------- | ------ |
| 2020 | Se stessa                                     | Miglior artista MTV Push     | Candidato/a     | [ 39 ] |
| 2020 | Se stessa                                     | Miglior artista rivelazione  | Vincitore/trice | [ 39 ] |
| 2021 | Se stessa                                     | Miglior artista              | Candidato/a     | [ 40 ] |
| 2021 | Se stessa                                     | Miglior artista statunitense | Candidato/a     | [ 40 ] |
| 2021 | Se stessa                                     | Miglior artista pop          | Candidato/a     | [ 40 ] |
| 2021 | Kiss Me More (feat. SZA)                      | Miglior canzone              | Candidato/a     | [ 40 ] |
| 2021 | Kiss Me More (feat. SZA)                      | Miglior video                | Candidato/a     | [ 40 ] |
| 2021 | Kiss Me More (feat. SZA)                      | Miglior collaborazione       | Vincitore/trice | [ 40 ] |
| 2022 | I Like You (A Happier Song) (con Post Malone) | Miglior collaborazione       | Candidato/a     | [ 41 ] |
| 2022 | Woman                                         | Miglior video                | Candidato/a     | [ 41 ] |
| 2022 | Se stessa                                     | Miglior artista pop          | Candidato/a     | [ 41 ] |
| 2022 | Se stessa                                     | Miglior artista statunitense | Candidato/a     | [ 41 ] |
| 2023 | Paint the Town Red                            | Miglior canzone              | Candidato/a     | [ 42 ] |
| 2023 | Paint the Town Red                            | Miglior video                | Candidato/a     | [ 42 ] |
| 2023 | Se stessa                                     | Miglior artista              | Candidato/a     | [ 42 ] |
| 2023 | Se stessa                                     | Miglior artista statunitense | Candidato/a     | [ 42 ] |

## MTV Video Music Awards
Gli MTV Video Music Awards sono una manifestazione organizzata dall'emittente televisiva statunitense MTV, dove vengono premiati i migliori videoclip musicali e canzoni degli ultimi 12 mesi.
| Anno | Ricevente                                     | Premio                     | Risultato       | Fonte  |
| ---- | --------------------------------------------- | -------------------------- | --------------- | ------ |
| 2020 | Se stessa                                     | Miglior artista esordiente | Vincitore/trice | [ 43 ] |
| 2020 | Say So                                        | Canzone dell'anno          | Candidato/a     | [ 43 ] |
| 2020 | Say So                                        | Miglior regia              | Candidato/a     | [ 43 ] |
| 2020 | Say So                                        | Canzone dell'estate        | Candidato/a     | [ 43 ] |
| 2021 | Kiss Me More (feat. SZA)                      | Video dell'anno            | Candidato/a     | [ 44 ] |
| 2021 | Kiss Me More (feat. SZA)                      | Miglior collaborazione     | Vincitore/trice | [ 44 ] |
| 2021 | Best Friend (con Saweetie)                    | Miglior scenografia        | Vincitore/trice | [ 44 ] |
| 2021 | You Right (con The Weeknd)                    | Migliori effetti speciali  | Candidato/a     | [ 44 ] |
| 2021 | Se stessa                                     | Artista dell'anno          | Candidato/a     | [ 44 ] |
| 2021 | Need to Know                                  | Canzone dell'estate        | Candidato/a     | [ 45 ] |
| 2022 | Woman                                         | Video dell'anno            | Candidato/a     | [ 46 ] |
| 2022 | Woman                                         | Canzone dell'anno          | Candidato/a     | [ 46 ] |
| 2022 | Woman                                         | Miglior video pop          | Candidato/a     | [ 46 ] |
| 2022 | Woman                                         | Miglior coreografia        | Vincitore/trice | [ 46 ] |
| 2022 | Get into It (Yuh)                             | Miglior scenografia        | Candidato/a     | [ 46 ] |
| 2022 | Get into It (Yuh)                             | Miglior montaggio          | Candidato/a     | [ 46 ] |
| 2022 | Vegas                                         | Canzone dell'estate        | Candidato/a     | [ 46 ] |
| 2022 | I Like You (A Happier Song) (con Post Malone) | Canzone dell'estate        | Candidato/a     | [ 46 ] |
| 2023 | Attention                                     | Video dell'anno            | Candidato/a     | [ 47 ] |
| 2023 | Attention                                     | Miglior regia              | Candidato/a     | [ 47 ] |
| 2023 | Attention                                     | Miglior scenografia        | Vincitore/trice | [ 47 ] |
| 2023 | I Like You (A Happier Song) (con Post Malone) | Miglior collaborazione     | Candidato/a     | [ 47 ] |
| 2023 | Se stessa                                     | Artista dell'anno          | Candidato/a     | [ 47 ] |
| 2023 | Paint the Town Red                            | Canzone dell'estate        | Candidato/a     | [ 47 ] |

## MTV Video Music Awards Japan
Gli MTV Video Music Awards Japan sono i premi musicali di MTV Japan e si tengono tutti gli anni in Giappone dal 2002. Sono i corrispettivi giapponesi degli MTV Europe Music Awards europei o degli MTV Video Music Awards statunitensi.
| Anno | Ricevente | Premio                                                | Risultato       | Fonte  |
| ---- | --------- | ----------------------------------------------------- | --------------- | ------ |
| 2020 | Say So    | Miglior video di un artista internazionale esordiente | Vincitore/trice | [ 48 ] |

## Premio Lo Nuestro
Il Premio Lo Nuestro è una cerimonia di premiazione nella quale vengono premiati i più importanti esponenti della musica latina in tutto il mondo, presentato dalla rete televisiva americana Univision.
| Anno | Ricevente                 | Premio                             | Risultato   | Fonte  |
| ---- | ------------------------- | ---------------------------------- | ----------- | ------ |
| 2022 | Del Mar (con Ozuna e Sia) | Collaborazione crossover dell'anno | Candidato/a | [ 49 ] |

## Soul Train Music Awards
Il Soul Train Music Awards è un festival annuale, nel quale vengono premiati i migliori personaggi attivi nell'ambito della musica e dell'intrattenimento della black music, intesa come insieme di generi afro-americani, ossia soul, R&B, jazz, gospel e hip hop.
| Anno | Ricevente                | Premio                             | Risultato   | Fonte  |
| ---- | ------------------------ | ---------------------------------- | ----------- | ------ |
| 2021 | Planet Her               | Album dell'anno                    | Candidato/a | [ 50 ] |
| 2021 | Se stessa                | Miglior artista R&B/Soul femminile | Candidato/a | [ 50 ] |
| 2021 | Kiss Me More (feat. SZA) | Miglior collaborazione             | Candidato/a | [ 50 ] |
| 2022 | Woman                    | Miglior esibizione dance           | Candidato/a | [ 51 ] |

## UK Music Video Awards
Gli UK Music Video Awards sono dei premi annuali assegnati in Gran Bretagna per celebrare l'innovazione e la tecnica dei video musicali.
| Anno | Ricevente | Premio                                           | Risultato   | Fonte  |
| ---- | --------- | ------------------------------------------------ | ----------- | ------ |
| 2021 | Streets   | Miglior video R&B/Soul — internazionale          | Candidato/a | [ 52 ] |
| 2022 | Attention | Miglior video Hip Hop/Grime/Rap — internazionale | Candidato/a | [ 53 ] |
| 2022 | Attention | Miglior montaggio in un video                    | Candidato/a | [ 53 ] |